# Il-Arslan
Il-Arslan ("El León") (nombre completo: Taj ad-Dunya wa ad-Din Abul-Fath Il-Arslan ibn Aziz) (murió en marzo de 1172) fue el sha de Corasmia desde 1156 hasta 1172. Era hijo de Aziz.

## Reinado
En 1152 Il-Arslan fue nombrado gobernador de Jand, un puesto avanzada en el Sir Daria que había sido recientemente reconquistado por su padre. En 1156 Aziz murió y Il-Arslan le sucedió como Shah de Corasmia. Al igual que su padre, decidió rendir homenaje tanto al sultán selyúcida Sanjar como al gurkhan Kara Kitai.
Sanjar murió pocos meses después de la ascensión de Il-Arslan, lo que provocó que Jorasán cayera en el caos. Esto permitió a Il-Arslan sacudirse la soberanía Selyúcida, aunque él permaneció en términos amistosos con el sucesor de Sanjar, Mas'ud. Supuestamente intentaron crear una campaña conjunta contra el Kanato Kara Kitai, pero tal alianza nunca ocurrió. Al igual que su padre, Il-Arslan buscó expandir su influencia en Jorasán, y en la década de 1160 se interesó activamente en el área suministrando ejércitos a los aliados locales, pero a pesar del colapso de la autoridad central Selyúcida en esa área, no pudo hacer ningún avance significativo contra los gobernantes regionales.
En 1158 Il-Arslan se involucró en los asuntos de otro estado vasallo de los Kara Kitai, los qarajánidas de Samarcanda. El rey qarajánida Chaghrï Khan había estado persiguiendo a los qarluks en su reino, y varios líderes qarluq huyeron a Corasmia y buscaron la ayuda de Il-Arslan. Respondió invadiendo los dominios Qarajanidas, tomando Bujará y sitiando Samarcanda, donde Chaghrï Khan se había refugiado. Este último apeló tanto a los turcos de Syr Darya como a los Kara Kitai, y el gurkhan envió un ejército, pero su comandante dudó en entrar en conflicto con los corasmios. Al final, una paz fue mediada cuando Chaghrï Khan se vio obligado a recibir nuevamente a los líderes de Qarluq y restaurarlos a sus posiciones anteriores.
En 1172, Kara Kitai lanzó una expedición punitiva contra Il-Arslan, que no había pagado el tributo anual requerido. El shah recogió su ejército pero pronto se enfermó y entregó sus fuerzas a uno de sus lugartenientes. El ejército corasmio fue derrotado, sin embargo, e Il-Arslan murió poco después. Después de su muerte, el estado se vio envuelto brevemente en la confusión, ya que la sucesión fue disputada entre sus hijos Tekish y Sultan Shah.
| Predecesor: Aziz | Sah de Corasmia 1156-1172 | Sucesor: Sultan Sah de Jorezm Ala ad-Din Tekish |

- Datos: Q2629418
- Multimedia: Il-Arslan / Q2629418